# Владо Микић
Владо Микић (Велика Обарска , 25. новембар 1940 — Београд, 5. мај 2017) je рођен 1940. године у селу Велика Обарска (Бијељина). Завршио је Богословију Светих Кирила и Метоодија у Призрену. Као студент Богословског факултета у Београду, паралелно учи соло певање код врсних педагога, Анастаса Анастасијевића и Јелке Стаматовић. Одмах по завршетку средње школе, а у току студија, постаје члан и солиста факултетског хора, потом солиста Првог београдског певачког друштва, затим Мадригалиста, Обилића, Лоле, Хора РТС. Био је професор Богословије Светог Саве у Београду.
Преминуо је 5. маја 2017. године у Београду.

## Солиста
Као солиста, уз многе хорове и ансамбле наступао је: у Америци, Канади, Аустралији, Италији, Аустрији, Немачкој, Француској, Енглеској, Пољској, Грчкој, Турској, Русији, Ватикану, као и широм Југославије. Крајем 1990. године је основао и први професионални мушки камерни хор код нас, који га је, као нераздвојна целина, успешно пратио на бројним гостовањима, како код нас, тако и у свету.
Учествујући на скоро свим значајним домаћим и интернационалним манифестацијама (обележавању 2000 година хришћанства у Москви, обележавању 850 година од оснивања Сент Андреје, Мокрањчевим данима, обележавању 300 година сеобе Срба, обележавању косовске битке), доживљавајући овације и добијајући признања сваке врсте, достојанствено и без превелике рекламе, наставља своју солистичку и истовремено педагошку каријеру.
Данас се наша првославна духовна музика слуша широм света, управо захваљујући њеном успешном представљању овог изузетног и непоновљивог уметника који је пренео и преноси и ван наших граница.
Снимио је велики број трајних аудио и видео записа духовне и националне музике самостално, као и са разним хоровима и ансамблима, како у земљи, тако и у иностранству:
- Осмогласник
- Литургија СВ. Јована Златоустог (са хором РТС-а)
- Опело (са хором РТС-а)
- Старо српско појање (са Студијским експерименталним хором Музиколошког института САНУ)
- Тебе Бога хвалим 1. И 2.
- Празнично појање
- Утверди Боже
- Православна духовна музика кроз векове

## Награде
Бројна признања и похвале, како у нашој земљи, тако и у иностранству, сврстале су Владу Микића у сам врх музичке елите која нас достојно представља широм света. Нека од признања:
- Споменица Манастира Грачанице о учешћу у свечаности поводом Обележавања 600 година Косовске битке (1989)
- Златна значка културно-просветне заједнице за несебичан, предан и дуготрајан рад и стваралачки допринос у ширењу културе народа Србије (1990)
- Повеља поводом Тристогодишњице Сеобе Срба одржаној у Крушедолу (1990)
- Лично писмо захвалности академика господина Предрага Палавестре у име САНУ, за велики новчани прилог сакупљен за помоћ избеглим лицима (1991)
- Повеља Првог београдског певачког друштва (1993)
- Повеља Мокрањчевих дана, где се сврстава међу шест највећих уметника нашег доба, као и међу најзначајније личности нашег културног живота (2005)
- Сребрна значка града Бијељина за несебичан, немерљив и хумани допринос у култури српског народа (2016)